# Dorab białopłetwy
Dorab białopłetwy (Chirocentrus nudus) – gatunek dużej i szybkiej, morskiej ryby śledziokształtnej z rodziny dorabowatych (Chirocentridae), blisko spokrewnionej z dorabem (Chirocentrus dorab). Obydwa gatunki są określane mianem „wilczych śledzi” z powodu charakterystycznego wyglądu silnie uzębionego pyska oraz sposobu żerowania. Zasięg występowania obydwu gatunków pokrywa się i obejmuje Ocean Indyjski i Ocean Spokojny.
Dokładniejszy opis zasięgu, budowy, biologii i ekologii przedstawiono w artykule o rodzinie:
Klucz do identyfikacji gatunków przedstawiono w opisie rodzaju: